# Mascarin Peak
Mascarin Peak, do roku 2003 hora jménem State President Swart, je sopka, nacházející se v Indickém oceánu na ostrově Marion, patřícím Jihoafrické republice. Je to jediný vulkán Jižní Afriky s historicky doloženou aktivitou. Naposledy vybuchl v roce 2004.
Masiv sopky pokrývá prakticky celý ostrov a je tvořen převážně bazalty a trachyty, její svahy jsou pokryty četnými sypanými kužely a parazitickými krátery a vrchol permanentním ledem. Počátky sopečné aktivity se datují do období před 450 000 lety, ale velká většina lávových proudů a kuželů je mnohem mladší, formovaly se většinou během holocénu.